# 西尔克·克劳斯哈尔-皮拉赫
西尔克·克劳斯哈尔-皮拉赫（德語：Silke Kraushaar-Pielach，1970年10月10日—），德国女子雪橇运动员。她曾代表德国参加1998年、2002年和2006年冬季奥林匹克运动会雪橇比赛，获得一枚金牌、一枚银牌和一枚铜牌。